# Rogów (Końskie)
Pour les articles homonymes, voir Rogów.
Rogów est une localité polonaise de la gmina et du powiat de Końskie en voïvodie de Sainte-Croix.